# Monika Linkytė
Monika Linkytė (nascuda el 3 de juny de 1992) és una cantant lituana que va representar aquest país al Festival d'Eurovisió el 2015, juntament amb el cantant, també lituà, Vaidas Baumila, amb la cançó "This Time". La Monika ja va intentar representar amb anterioritat el seu país al festival d'Eurovisió. Concretament, ho va intentar els anys 2010, 2011, 2012, 2013 i 2014.

## Discografia
- TBA (2015)